# Davallodes
Davallodes is een geslacht met zeven soorten varens uit de familie Davalliaceae. Het zijn overwegend terrestrische varens uit tropische streken van Oost-Azië.

## Naamgeving
- Synoniemen: 'Microlepia sect. Davallodes Copel. (1905), Paradavallodes Ching (1966)

## Kenmerken
Davallodes-soorten zijn epifytische of litofytische varens met lange, kruipende, bovengrondse rizomen, dorsoventraal afgeplat en dicht bezet met harige schubben. De bladen staan alleen en zijn eenvormig. De bladsteel heeft geen luchtdoorlatend weefsel zoals bij Davallia. De bladschijf is langwerpig van vorm, steeds veel langer dan breed, min of meer vernauwd aan de basis, drie- tot viermaal geveerd, en zeer dun. De deelblaadjes zijn eerder rechthoekig dan driehoekig zoals bij Davallia.
De sporenhoopjes staan aan de onderzijde langs de rand van de blaadjes en worden beschermd door bekervormige, niervormige, halfcirkelvormige of eivormige dekvliesjes.

## Taxonomie
Het geslacht telt in de huidige indeling zeven soorten. De typesoort is Davallodes hirsutum.

### Soortenlijst
- Davallodes borneense (Hook.) Copel. (1917)
- Davallodes hirsutum (J. Sm.) Copel. ex Copel. (1927)
- Davallodes membranulosum (Wall.) Copel. ex Copel. (1927)
- Davallodes novoguineense (Rosenst.) Copel. (1931)
- Davallodes seramense M.Kato (1989)
- Davallodes urceolatum Copel. (1927)
- Davallodes viscidulum (Mett.) Alderw. (1911)